# Kremen vára
Kremen vára (horvátul: Kremen grad), várrom Horvátországban, a Szluinhoz tartozó Gornji Kremen területén.

## Fekvése
Gornji Krementől délre, a Korana északi partja felett emelkedő 285 méteres magaslaton találhatók csekély maradványai.

## Története
Kremen várát, mely a Dalmáciába vezető ősi kereskedelmi utat ellenőrizte, valószínűleg az 1430-as években építtette Ladihović Domsa horvát bánhelyettes. 1442-ben özvegye Frangepán Istvánnak adta zálogba. 1454-ben a Čava család birtoka lett, akiktől 1461-ben a Herendić család vásárolta meg, a várjobbágyok pedig a család szluini ágához tartozó Frangepán Damján birtokába kerültek. 1507-ben a Frangepánok a várat is megvásárolták. A vár előbb Frangepán Györgyé, majd halála után Frangepán Ferenc horvát báné lett. Időközben a török mind gyakoribb támadásokat intézett a vidék elfoglalására, 1561-ben már Szluin várát is megostromolta. Frangepán Ferenc halála után leánytestvére, Anna, 1572-ben egyéb birtokok mellett Kremenről is lemondott és a határőrvidék katonaságának védelmére bízta. Ekkor a Heredićek még megpróbálták visszafoglalni, de nem jártak sikerrel. Krement, amit akkor csak kétfős őrség védett, a török végül 1582 augusztusában foglalta el. A törökök, akiket négy uszkók vezetett, éjjel rohanták meg a várat, amit felégettek, és negyven várjobbágyot hurcoltak rabságba. Ezt követően a vár és vidéke kihalt pusztaság maradt. Kremen várát azonban, mivel onnan a túloldali Szluin várát jól szemmel tarthatták, 1645-ben megerősítették a törökök. A horvátok csak 1699-ben, a karlócai békét követően szerezték vissza.

## A vár mai állapota
Kremen várának csekély maradványai a falutól délnyugatra a Korana partján találhatók. Falaiból mára az egykori öregtorony sarkának egyetlen, mintegy két méter magas fala maradt meg. Az egykori várudvart övező falak helyén csak sáncszerű nyomok láthatók. A vár egész belső területét sűrű bozót borítja. A várból egykor jó kilátás nyílt a Korana völgyére, Szluinra és a Dalmáciába vezető régi kereskedelmi útra. Ma a kilátást a magasra nőtt fák takarják.